# Rhyacia rehnensis
Rhyacia rehnensis är en fjärilsart som beskrevs av Wagner 1937. Rhyacia rehnensis ingår i släktet Rhyacia och familjen nattflyn. Inga underarter finns listade.